# Fritz Hockenjos

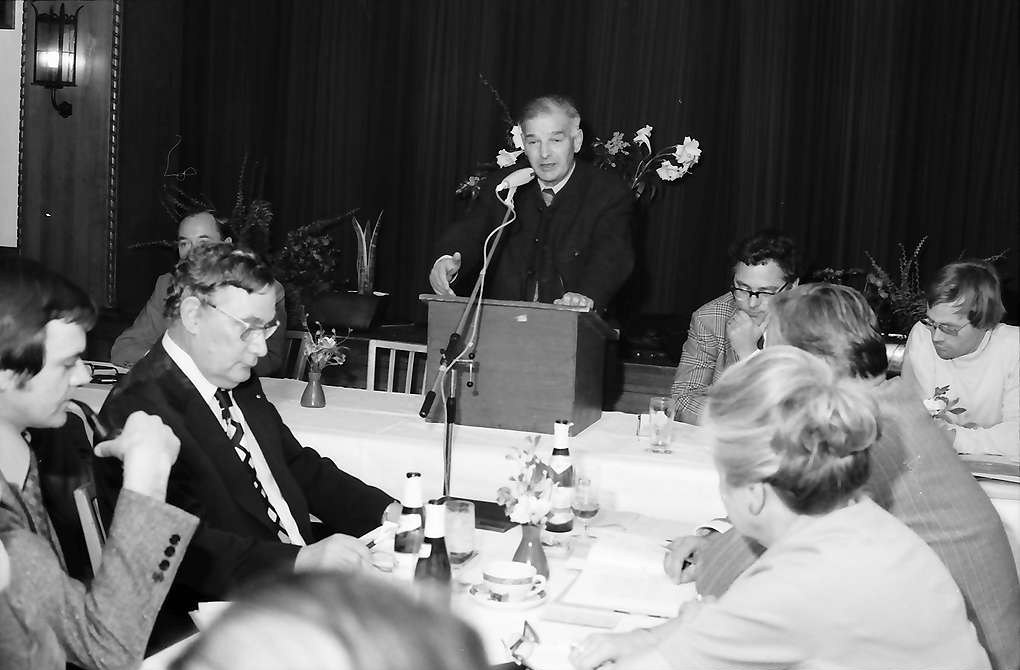
Hockenjos als Redner bei einer Protestversammlung in St. Märgen gegen den Bau der Schwarzwaldautobahn im April 1967 (Fotograf Willy Pragher)

Fritz Hockenjos (* 26. März 1909 in Lahr; † 24. Februar 1995 in St. Märgen) war ein deutscher Forstdirektor, Autor und ehrenamtlicher Naturschutzbeauftragter des Landkreises Hochschwarzwald.

## Leben
Hockenjos besuchte ab 1916 die Volksschule und dann von 1919 bis 1928 das humanistische Gymnasium seiner Geburtsstadt. Danach studierte er ab 1934 Forstwissenschaften an den Universitäten Freiburg und München. Nach Studienabschluss hatte er von 1937 bis 1939 die Stelle des Zweiten Forstbeamten am Forstamt in Kandern. Von 1948 bis zur Pensionierung 1974 war Hockenjos Leiter des Forstamtes St. Märgen, wo er naturnahen Waldbau betrieb und damit seiner Zeit weit voraus war.

## Kriegsteilnehmer
Hockenjos war im Zweiten Weltkrieg von 1939 bis 1945 als Soldat in Frankreich und in der Sowjetunion eingesetzt und geriet noch in französische Kriegsgefangenschaft, aus der er 1948 entlassen wurde. Unter anderem war er Hauptmann der Reserve und stellvertretender Führer des II. Bataillons des Grenadier-Regiments 380 (215. Infanterie-Division). An der Ostfront wurde ihm u. a. das Ritterkreuz des Eisernen Kreuzes verliehen.

## Naturschützer
Von 1953 bis 1973 war Hockenjos ehrenamtlicher Kreisbeauftragter für Naturschutz und Landschaftspflege in Neustadt im Schwarzwald und wurde 1953 Hauptnaturschutzwart des Schwarzwaldvereins als Nachfolger von Hermann Schurhammer, ein Amt, das er bis 1970 ausfüllte. Im gleichen Jahr übernahm er zudem das Amt eines Obmanns der Arbeitsgemeinschaft Heimatschutz Südbaden und kämpfte mit ihr erfolgreich gegen Pläne für einen Staudamm in der Wutachschlucht im Hochschwarzwald. Die Arbeitsgemeinschaft betrieb eine intensive Öffentlichkeitsarbeit mit Unterschriftenaktion und war damit Vorbild für manche spätere Bürgerinitiative.
Ab 1970 war Hockenjos Präsident des Schwarzwaldvereins. Bei seinem Ausscheiden als Präsident 1979 wurde er zum Ehrenpräsidenten ernannt.

## Ehrungen und Mitgliedschaften
- Eisernes Kreuz (1939) II. und I. Klasse
- Deutsches Kreuz in Gold am 2. Mai 1944[5]
- Ritterkreuz des Eisernen Kreuzes am 2. September 1944[5]
- Oberrheinischer Kulturpreis 1973
- Verdienstmedaille des Landes Baden-Württemberg 1977
- Bundesverdienstkreuz 1. Klasse 1979
- Mitglied der Landessynode der Evangelischen Landeskirche Baden
- Fritz-Hockenjos-Steg des Schwarzwaldvereins in der Wutachschlucht
- Fritz-Hockenjos-Waldlehrpfad der Gemeinde St. Märgen

## Bücher
- 1964: Die Wutachschlucht. 64 S. Rosgarten Verlag Konstanz
- 1994: Wäldergeschichten. Aus dem Herrgottswinkel des Schwarzwalds. 131 S. Schillinger Freiburg
- 1989: mit Willi Paul: Wanderführer durch die Wutach- und Gauchachschlucht. 148 S. Rombach Freiburg
- 1985: Querweg Freiburg-Bodensee. 108 S. Schillinger Freiburg
- 1985: St Märgener Welt. 99 S. Schillinger Freiburg
- 1985: Worte des Widerstandes gegen die Vergiftung der Wälder. Dreisam-Verlag Freiburg
- 1982: Durch den Schwarzwald. Auf der Fährte der Hohenheimer Forstkandidaten 1832. Forstl. Versuchs- u. Forschungsanst. Baden-Württemberg Freiburg

## Quelle
- Barbara Häcker: 50 Jahre Naturschutz in Baden-Württemberg. 305 S. Ulmer Stuttgart. Porträt von Hockenjos auf Seite 282.